# Лесные пожары в Греции (2021)

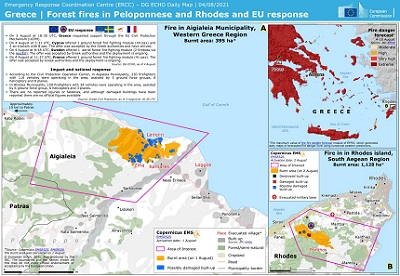
Карта пострадавших от пожаров районов Ахайи и Родоса

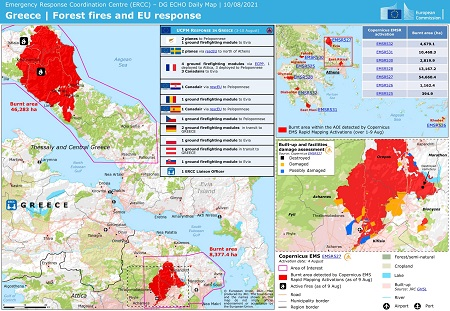
Карта пострадавших районов Эвбеи и Аттики

Лесные пожары в Греции в 2021 году — многочисленные лесные пожары, происходящие в Греции с начала августа 2021 года, в результате которых погибли 3 человека, пострадали не менее 20 человек, сгорели десятки домов. Пожары начались после аномальной жары, максимальное значение температуры достигало 47,1оС. Власти эвакуировали несколько деревень и городов. По данным BBC News, в 2021 году Греция переживала самую сильную жару с 1987 года.
Самые крупные лесные пожары происходили в Аттике, Олимпии, Месинии, а самые разрушительные — на севере Эвбеи. С островов паромы были эвакуированы около 2000 человек. Сгорело 125 000 гектаров пахотных земель (худший пожарный сезон с 2007 года), только на севере Эвбеи сгорело более 50 000 гектаров. 
Всемирная метеорологическая организация связала пожары с региональной волной тепла и сезоном лесных пожаров, усугубляемым изменением климата.

## Причины
По состоянию на 8 августа 2021 года 5 человека были арестованы за поджоги в Пераме, Каламате, Месинии, Петруполисе и в Холме Филопаппа.
9 августа прокурор Верховного суда Греции Василиос И. Плиотас призвал к расследованию возможного заговора с целью организованного поджога, осуществлённого преступной группой. Прокурор сослался на «умышленную организованную преступную деятельность», которая могла быть причиной пожаров. Полиция арестовала 19 человек в разных местах Греции за попытку поджога.
10 августа 3 поджигателя были заключены в тюрьму за пожары. Двое мужчин из Греции: один — за поджог в Петруполис, другой — за поджог в Крионерион, а также женщина из Афганистана — за поджог в Педион-ту-Ареос.
12 августа количество арестов, произведённых греческой полицией за поджоги и халатность, приведшие к этим лесным пожарам, резко возросло до 118. Министр Михалис Хрисохоидис сказал, что специальный прокурор «уже тесно и регулярно сотрудничал» с пожарной службой и полицией «для тщательного расследования причин всех крупных пожаров, вспыхнувших в этом году». Комментируя еще один пожар, который начался к югу от Афин, министр добавил: «И все это потому, что, по словам очевидцев, пожар произошел из-за использования ракеты одним или несколькими людьми», ― сказал он.
В середине августа 14-летний подросток был арестован полицией после того, как они отследили его передвижения по видеозаписи. Он признался полиции в том, что устроил 9 разрушительных пожаров в районе Фтиотида, однако полиция подозревает его в том, что он начал в общей сложности 14. Он путешествовал с места на место, разжигая эти пожары на своем велосипеде с 5 по 17 августа.

## Сложности в связи с COVID-19
Из-за строгой политики Греции в отношении COVID-19 жертвы пожаров столкнулись с различными трудностями. В наиболее пострадавшем районе Греции, Эвии, жителям, спасавшимся от огня, не разрешили сесть на эвакуационные паромы без действующего сертификата вакцины против COVID-19. Центр социального обеспечения региона Центральной Греции предложил людям, потерявшим свои дома в пожарах, приют при наличии у них действующего сертификата вакцины против COVID-19.

## Реакция
Премьер-министр Греции Кириакос Мицотакис посетовал на ситуацию, подчеркнув, что приоритетом Греции является спасение жизней, и назвал причиной пожаров изменение климата. 9 августа Мицотакис также принёс извинения «за любые недочёты» в сдерживании массивных лесных пожаров, которые уничтожили участки лесных угодий и за последнюю неделю вынудили сотни людей покинуть свои поселения.

Заместитель министра гражданской защиты Греции Никос Хардалиас подал в отставку 10 августа. Он сказал: 
«Заявления об отставке всех правительственных чиновников лежат на столе премьер-министра. Моё находится в самом верху стопки. Государственный аппарат делал то, что было возможно для человека. Но, конечно, нас такая катастрофа не устраивает. Премьер-министр шокирован. Мы все должны извиниться перед людьми, которые потеряли свои жизни, и мы дадим оценку тому, можно ли было сделать что-то ещё.»
 Хардалиас утверждал, что пожары в Татой были неудержимы из-за сильных ветров, которые составляли 6 баллов по шкале Бофорта, однако позже это было опровергнуто метеорологической службой, сообщившей, что в тот день ветер в этом регионе был не более 2 баллов по шкале Бофорта.
Всемирная метеорологическая организация подчеркнула лесные пожары в Греции в своем пресс-релизе в ответ на доклад Рабочей группы I МГЭИК по Шестому докладу об оценке, отметив лесные пожары в качестве примера экстремальных погодных условий, вызванных изменением климата.

## Международная помощь
Следующие страны предложили помощь:
- Австралия — 4 вертолёта[27]
- Австрия — 35 пожарных и 11 машины[28]
- Армения — По информации на 12 августа, МИД Армении выразило солидарность с Грецией и предложило помощь в тушении пожаров. Греческие коллеги сообщили, что так как ситуация изменилась с кризисной до сравнительно умеренной, в дополнительной помощи на данный момент необходимости нет[29].
- Великобритания — 21 пожарный[28]
- Германия — 216 пожарных и 44 машины[30]
- Египет — 3 самолёта[31]
- Израиль — 16 пожарных и 3 самолёта[32]
- Испания — 2 самолёта[31]
- Катар — 66 пожарных, 3 машины и 1 поисково-спасательный отряд[28][33]
- Кипр — 40 пожарных и 2 самолёта[34]
- Кувейт — 45 пожарных, 6 грузовиков и противопожарное оборудование[35]
- Молдова — 25 пожарных и 4 машины[28]
- ОАЭ — 1 группа пожарных и противопожарного оборудования[28]
- Польша — 143 пожарных и 56 грузовиков[31]
- Россия — 2 самолёта и 2 вертолёта[36]
- Румыния — 254 пожарных и 23 грузовика[37]
- Сербия — 37 пожарных, 14 членов Вертолетного Отряда, 3 вертолёта и 13 машин[38]
- Словакия — 75 пожарных и 30 машин[39]
- США — 1 самолёт[31]
- Турция — 2 самолёта[40]
- Украина — 100 пожарных[41]
- Франция — 243 пожарных, 59 автомобилей и 3 самолёта[42]
- Хорватия — 1 самолёт[41]
- Чехия — 34 пожарных и 13 машин[28]
- Швейцария — 3 вертолёта[34][41]
- Швеция — 2 самолёта[34]

Следующие международные организации предложили помощь:
- Европейская комиссия — 1 человек в штабе Генерального секретариата гражданской защиты[43]
- НАТО — 20 вертолётов[44]